# 1480 Aunus
1480 Aunus је астероид главног астероидног појаса са средњом удаљеношћу од Сунца која износи 2,202 астрономских јединица (АЈ).
Апсолутна магнитуда астероида је 13,1 а геометријски албедо 0,051.